# Quebrada de Vítor
La quebrada de Vítor, también denominado río Codpa o quebrada de Chaca,: 36  en Chile, es un curso de agua intermitente en la región de Arica y Parinacota, que desemboca en la Caleta Vitor, ubicada entre la ciudad de Arica y el río Camarones.

## Trayecto
La quebrada nace en la sierra que une los montes Orcotunco y Anocarire, de los cuales se desprenden varias quebradillas que empalman unas con otras hasta constituir en el punto denominado Umirpa la quebrada de Vitor.: 117 
Desde la angostura de Umirpa, la quebrada continua por un estrecho cajón cordillerano pasando por las localidades agrícolas de Chitita, Guañacagua, el pueblo de Codpa y Ofragía, para seguir por un profundo cajón, atravesando las pampas de Chaca y Camarones, hasta su llegada al mar en Caleta Vítor.
Sus principales tributarios son el río Achacagua y la quebrada Garza. Tiene una cuenca exorreica, de caudal intermitente.

## Caudal y régimen
Su caudal varía desde 300 l/s durante la época de lluvias hasta solo 40 l/s durante el estiaje. Estos escurrimientos superficiales solo llegan hasta Codpa, o tal vez hasta el sector de Ofrajia.
Sergio Ojeda en 1946 dio la siguiente variación de gastos del río Codpa en Codpa:: 37 
- enero a abril: 300 l/s
- mayo a agosto: 250 a 200 l/s
- septiembre a octubre: 130 l/s
- noviembre: 130 a 40 l/s
- diciembre: 40 a 20 l/s

Un informe del Ministerio de Obras Públicas da 130 l/s en Cala Cala como promedio anual del caudal.
El 1 de febrero de 2019 el río se desbordó inundando el pueblo de Codpa con violentas crecidas a causa del Invierno altiplánico de 2019.

## Historia
Francisco Solano Asta-Buruaga y Cienfuegos escribió en 1899 en su obra póstuma Diccionario Geográfico de la República de Chile sobre la aldea:
Chaca.-—Aldea del departamento de Arica, situada á 40 kilómetros al S. del puerto de este nombre y hacia el O. del pueblo de Copta, del cual dista como otro tanto. Está asentada en una quebrada ó valle angosto y prolongado, que corre hacia el O. á desembocar en la caleta de Vitor, y en el cual se hallan también algunas posesiones rurales. El nombre es de una palabra quichua que significa puente.
Luis Risopatrón lo describe en su Diccionario jeográfico de Chile (1924):: 838 
Vitor (Quebrada de). 18° 50' 70° 45' Nace en las faldas NW i W de los cerros de Anocariri, corre hacia el W i lleva agua de regular calidad en la temporada de verano, con la que se riega un valle que produce toda clase de legumbres i frutas; ofrece cultivos no interrumpidos entre Palca i Pintatane i presenta bonitos viñedos unos 5 kilómetros hacia el W de este último caserío, después de los cuales el agua desaparece. Se encajona entre cerros de 600 a 700de elevación i desemboca en la ribera de la caleta de aquel nombre; contiene minerales de cobre i hierro. 1, ix, p. 52; i xx, p. 217; 77, p. 116; 87, p. 982; i 156; de Vítor en 63, p. 72; 116, o. 269; 134; 139 p. 34: i 149, i, p. 118 i 119; i valle en 62, II. p. 402; i 77, p. 116; quebrada de Vítor o Codpa en 116, p. 264; Vitor o Chaca en la D. 284; de Chaca en 141, atlas de Raimondi (1874); del Victor en 3, v, p. 305 (Alcedo, 1789); i Victor Ocolpa en 15, ii, p. 60 (1710).

## Población, economía y ecología
Con el escaso caudal de la quebrada se regaban frutales, citrus, viñas, hortalizas y alfalfa en los terrenos de las localidades de Guañacague, Codpa, Ofrajia, Cachicoca, Pintatane, (con vinos de fama), Bodega y Calaunsa, en total unas 90 ha efectivamente explotadas. En Chaca se trabaja con agua de pozo y de vertientes 15 a 20 ha permanentes, pero hay años en qua asciende la superficie a 120 ha (año 1968).: 39 